# Pseudohadena xanthophanes
Pseudohadena xanthophanes är en fjärilsart som beskrevs av Charles Boursin 1944. Pseudohadena xanthophanes ingår i släktet Pseudohadena och familjen nattflyn. Inga underarter finns listade.